# Liste der Kulturdenkmale in Dürrweitzschen (Grimma)
In der Liste der Kulturdenkmale in Dürrweitzschen sind die Kulturdenkmale des Grimmaer Ortsteils Dürrweitzschen verzeichnet, die bis Juli 2024 vom Landesamt für Denkmalpflege Sachsen erfasst wurden (ohne archäologische Kulturdenkmale). Die Anmerkungen sind zu beachten.
Diese Aufzählung ist eine Teilmenge der Liste der Kulturdenkmale in Grimma.

## Dürrweitzschen
| Bild                                    | Bezeichnung                                                                             | Lage                       | Datierung                 | Beschreibung | ID       |
| --------------------------------------- | --------------------------------------------------------------------------------------- | -------------------------- | ------------------------- | --- | -------- |
| Direkt Bild zu diesem Denkmal hochladen | Seitengebäude eines Dreiseithofes                                                       | Am Festplatz 15 (Karte)    | 1. Hälfte 19. Jahrhundert | Zeugnis bäuerlicher Bauweise vergangener Zeiten in Fachwerkbauweise, baugeschichtlich von Bedeutung. Zweigeschossig, Erdgeschoss massiv, Obergeschoss Fachwerk, Satteldach, spätere Veränderungen, ältere Fenster, Giebel massiv erneuert. | 08974517 |
| Direkt Bild zu diesem Denkmal hochladen | Wohnstallhaus, Seitengebäude, Scheune und Einfriedung der Vorgärten eines Dreiseithofes | Am Festplatz 17 (Karte)    | Um 1835, spätere Umbauten | Zeugnis der bäuerlichen Bau- und Lebensweise des 19. Jahrhunderts, Seitengebäude mit Fachwerk-Obergeschoss, Wohnstallhaus überwiegend Putzbau, bau- und ortsgeschichtlich von Bedeutung. - Auszugshaus/Seitengebäude: zweigeschossig, Erdgeschoss massiv, Obergeschoss Fachwerk, einseitiges Krüppelwalmdach mit Schieferdeckung, Giebel verbrettert, Türgewände mit Schlussstein in Porphyrtuff, andere Tür- zum Teil Fenstergewände in Porphyrtuff - Scheune: eingeschossig, zum Teil Fachwerk, zum Teil massiv, zum Teil Krüppelwalmdach mit Schieferdeckung - Wohnstallhaus: zweigeschossiger verputzter Massivbau, Obergeschoss zum Teil in Fachwerk, Fenstergewände im Erdgeschoss zum Teil in Porphyrtuff, Türgewände und Sohlbänke der Fenster im Obergeschoss in Kunststein, Krüppelwalmdach, rückseitig Backhaus - Einfriedung: älterer Holzzaun | 08974518 |
| Weitere Bilder                          | Kirche und Grabmal auf dem Kirchhof                                                     | Obstland-Straße 13 (Karte) | 1839–1840                 | Saalkirche mit Westturm, im Rundbogenstil des 19. Jahrhunderts, baugeschichtlich, ortsgeschichtlich und ortsbildprägend von Bedeutung. - Saalkirche: verputzter Massivbau (Putznutung), Fenster- und Türgewände in Sandstein, Gesims in Putz, verputzte Traufe, Satteldach, Turm mit oktogonalem Aufbau und Zeltdach, originale Putzgliederung, Satteldach mit Dreiecksgiebel und Okulus - spätklassizistischer Grabstein (in Sandstein) Fam. Döbritz (Johann Gottlob Döbritz, gest. 1879) | 08974519 |
| Direkt Bild zu diesem Denkmal hochladen | Seitengebäude eines Bauernhofes                                                         | Obstland-Straße 21 (Karte) | 1. Hälfte 19. Jahrhundert | Zeugnis der ländlichen Arbeits- und Lebensweise des 19. Jahrhunderts in Fachwerkbauweise, baugeschichtlich von Bedeutung. Zweigeschossig, Erdgeschoss massiv, Obergeschoss Fachwerk (hofseitig verschalt), Krüppelwalmdach, zum Teil noch alte Schiebefenster, Giebel massiv, Segmentbogeneingang, giebelseitig abgeschleppter Anbau. | 08974524 |
| Direkt Bild zu diesem Denkmal hochladen | Seitengebäude (mit Kumthalle) eines Vierseithofes                                       | Obstland-Straße 26 (Karte) | 1. Hälfte 19. Jahrhundert | Obergeschoss Fachwerk, seltene dreibogige Kumthalle, Zeugnis der bäuerlichen Bauweise des 19. Jahrhunderts, baugeschichtlich von Bedeutung. Zweigeschossig, Erdgeschoss massiv (erneuert), Obergeschoss Fachwerk, Kumthalle (dreibogig) mit Sandsteinsäulen, Satteldach, Holztraufe, Giebel massiv. | 08974516 |

## Tabellenlegende
- Bild: Bild des Kulturdenkmals, ggf. zusätzlich mit einem Link zu weiteren Fotos des Kulturdenkmals im Medienarchiv Wikimedia Commons. Wenn man auf das Kamerasymbol klickt, können Fotos zu Kulturdenkmalen aus dieser Liste hochgeladen werden:
- Bezeichnung: Denkmalgeschützte Objekte und ggf. Bauwerksname des Kulturdenkmals
- Lage: Straßenname und Hausnummer oder Flurstücknummer des Kulturdenkmals. Die Grundsortierung der Liste erfolgt nach dieser Adresse. Der Link (Karte) führt zu verschiedenen Kartendiensten mit der Position des Kulturdenkmals. Fehlt dieser Link, wurden die Koordinaten noch nicht eingetragen. Sind diese bekannt, können sie über ein Tool mit einer Kartenansicht einfach nachgetragen werden. In dieser Kartenansicht sind Kulturdenkmale ohne Koordinaten mit einem roten bzw. orangen Marker dargestellt und können durch Verschieben auf die richtige Position in der Karte mit Koordinaten versehen werden. Kulturdenkmale ohne Bild sind an einem blauen bzw. roten Marker erkennbar.
- Datierung: Baubeginn, Fertigstellung, Datum der Erstnennung oder grobe zeitliche Einordnung entsprechend des Eintrags in der sächsischen Denkmaldatenbank
- Beschreibung: Kurzcharakteristik des Kulturdenkmals entsprechend des Eintrags in der sächsischen Denkmaldatenbank, ggf. ergänzt durch die dort nur selten veröffentlichten Erfassungstexte oder zusätzliche Informationen
- ID: Vom Landesamt für Denkmalpflege Sachsen vergebene, das Kulturdenkmal eindeutig identifizierende Objekt-Nummer. Der Link führt zum PDF-Denkmaldokument des Landesamtes für Denkmalpflege Sachsen. Bei ehemaligen Kulturdenkmalen können die Objektnummern unbekannt sein und deshalb fehlen bzw. die Links von aus der Datenbank entfernten Objektnummern ins Leere führen. Ein ggf. vorhandenes Icon  führt zu den Angaben des Kulturdenkmals bei Wikidata.